# Leisure Suit Larry 5: Passionate Patti Does a Little Undercover Work
Leisure Suit Larry 5: Passionate Patti Does a Little Undercover Work es el cuarto título en la serie de Leisure Suit Larry de tipo aventura gráfica distribuida por Sierra Entertainment. Es el primer título de la serie disponible para Macintosh, así como también con gráficos de 256 colores y una interfaz completamente basada en iconos. El título del juego ocasionó confusiones, ya que no existe ningún juego llamado Leisure Suit Larry 4, se saltó de la tercera a la quinta parte.

## Juego
Leisure Suit Larry 5 expande la característica de controlar a múltiples personajes como en el videojuego anterior, pasando el control periódicamente entre Larry y Patti. La dificultad del juego es reducida drásticamente en comparación con los juegos anteriores; ninguno de los personajes puede quedar atrapado o morir, y perder el juego es imposible. Muchos de los objetos que los jugadores obtienen durante el juego son opcionales, y no afectan el progreso del juego.

## Argumento
La ausencia de un videojuego llamado "Leisure Suit Larry 4" conforma las bases de este videojuego, ya que Julius Biggs ha robado los 'disquetes perdidos' del juego y le han ocasionado a Larry Laffer tener amnesia. Larry se encuentra en la industria de películas para adultos, trabajando para una compañía con conexiones con la Mafia, llamada PornProdCorp. Su jefe lo envía a través de Estados Unidos para reclutar modelos que puedan aparecer en los "Videos caseros más Sexis de América". 
Mientras tanto, Patti es reclutada por el FBI para buscar pruebas incriminatorias de dos compañías disqueras que son sospechosas de esconder mensajes subliminales en sus canciones. Al mismo tiempo, PornProdCorp busca eliminar la competencia en su industria a través de donaciones de dinero a CANE (conservadores en contra de casi todo o "Conservatives Against nearly Everything").

## Desarrollo
Al Lowe ha ofrecido muchas razones de la discrepancia en la numeración en la serie de Leisure Suit Larry, variando desde una secuencia traspapelada debido a una broma interna. Un videojuego multijugador para Leisure Suit Larry se encontraba en diseño, para jugarse en el servicio en línea de Sierra. El proyecto fue cancelado por dificultades técnicas, lo que inspiró a Lowe en saltar el "4" en los títulos completamente.
A diferencia de los juegos anteriores de la serire, Larry no puede morir o encontrarse en una situación en el juego que no se pueda ganar. Al Lowe expreso que las intenciones en este juego fuera una caricatura interactiva, aunque explicó que Leisure Suit Larry 5 carece de interactividad. Esto condujo a una marcada salida del humor negro visto anteriormente en la serie.